# Schwaben (Schiff, 1907)
Die Schwaben war eine Barkasse der Deutschen Nyanza-Schiffahrtsgesellschaft (DNSG) auf dem Viktoriasee in der Kolonie Deutsch-Ostafrika.

## Geschichte
Die Schwaben wurde 1907 in Hamburg gebaut. Sie war eine Pinasse, die von der Schiffahrtsgesellschaft für den Transport von Fracht und Menschen sowie als Schlepper auf dem Viktoriasee eingesetzt wurde. Sie befuhr überwiegend die südliche Seite des Sees, die damals zur deutschen Kolonie gehörte. Als die Gesellschaft ihre Geschäfte begann, wurden mit der Schwaben die ersten Erkundungsfahrten auf der Suche nach geeigneten Anlegeplätzen gemacht. Die Geschwindigkeit betrug etwa 7 Seemeilen pro Stunde.
Am Anfang des Ersten Weltkrieges im August 1914 wurde die Schwaben vom Kommando der Schutztruppen übernommen. 
Als die deutsche Stellung am Viktoriasee nicht mehr zu halten war, verließen einige Europäer am 14. Juli 1916 auf der Schwaben den Ort Muansa. Am Abend des nächsten Tages wurde die Pinasse zusammen mit den Schiffen Heinrich Otto und Muansa in Neu-Hanerau durch Öffnen der Bodenventile versenkt, um nicht in feindliche Hände zu fallen.
Die Briten haben die Schwaben gehoben. Ihr weiteres Schicksal ist nicht bekannt.
Der Schwaben folgte ein Schwesterschiff, das nach dem Mitglied des Aufsichtsrats der DNSG Albert Schwarz benannt wurde.
| Von der DNSG angekaufte Schwesterschiffe | Von der DNSG angekaufte Schwesterschiffe | Von der DNSG angekaufte Schwesterschiffe | Von der DNSG angekaufte Schwesterschiffe | Von der DNSG angekaufte Schwesterschiffe                                          | Von der DNSG angekaufte Schwesterschiffe |
| ---------------------------------------- | ---------------------------------------- | ---------------------------------------- | ---------------------------------------- | --------------------------------------------------------------------------------- | ---------------------------------------- |
| Name                                     | Bauwerft                                 | BRT                                      | Stapellauf in Dienst                     | weiteres Schicksal                                                                |                                          |
| Albert Schwarz                           | H. C. Stülcken Sohn BauNr. 365           | 9                                        | 1909                                     | Ebenfalls im August 1914 von der Schutztruppe requiriert. Endschicksal unbekannt. |                                          |